# Орехово-Приморское (станция)
Оре́хово-Примо́рское — железнодорожная станция 5-го класса на 9118,1 км главного хода Транссиба Владивостокского отделения Дальневосточной железной дороги. Расположена в пос. Орехово-Приморское Черниговского района Приморского края России. Электрифицирована.

## География
Железнодорожная станция Орехово-Приморское находится на участке Сибирцево — Дубининский линии Хабаровск — Владивосток, до находящейся севернее станции Сибирцево 8 км. Южнее станции Орехово-Приморское находится железнодорожный мост через реку Илистая.
Расстояние до узловых станций (в километрах): Сибирцево — 10, Дубининский — 40.
Соседние станции (ТР4): 974801 Сибирцево и 974820 Перелетный.